# Касукабе
Касукабе е град в префектура Сайтама, Япония. Населението му е 230 495 жители (по приблизителна оценка от октомври 2018 г.), а площта e 65,98 кв. км. Намира се в часова зона UTC+9 на 30 км от Токио. Основан е през 1954 г. Известен е в Япония с производството на традиционна мебел.